# Марков, Дмитрий Сергеевич (авиаконструктор)
Дми́трий Серге́евич Ма́рков (20 сентября 1905, Санкт-Петербург — 4 января 1992, Москва) — советский авиаконструктор, Герой Социалистического Труда (1972), Лауреат Ленинской премии и Сталинской премии первой степени.

## Биография
Дмитрий Сергеевич Марков родился 7 (20 сентября) 1905 года в Санкт-Петербурге в семье Сергея Дмитриевича Маркова и Варвары Петровны Верховской, был назван в честь деда, Дмитрия Сергеевича. Обучался в Петрограде, Москве и Ростове-на-Дону. После смерти родителей стал опекуном для сестры Галины Сергеевны. Их, рано оставшихся без родителей, приняла к себе семья друзей отца, Яковлевы. Также НКПС взял шефство над Марковыми как над детьми погибших героев, предоставляя им все необходимое, в том числе и ежемесячное денежное довольствие.
В 1926 году, уже в Москве, Марков женился на своей двоюродной сестре Вере Анатольевне Верховской, с которой у них двое детей: Варвара и Галина. Дмитрий поступил в МВТУ имени Н. Э. Баумана и уже в 1928 году, ещё будучи студентом, начал работать на заводе № 1 инженером-конструктором. После окончания МВТУ в 1930 году стал начальником конструкторского отдела, а с 1932 года главным инженером завода. В середине 1930-х годов участвовал в заграничной командировке по авиазаводам США.
6 ноября 1938 года арестован по обвинению в шпионаже и вредительстве. 14 мая 1939 г. осуждён Военной коллегией Верховного суда СССР к 15 годам лишения свободы с поражением в правах на 5 лет. Находясь в заключении, продолжал заниматься конструкторской работой в ОТБ НКВД. Постановлением Президиума Верховного Совета СССР от 19 июля 1941 года досрочно освобождён от дальнейшего отбытия наказания со снятием судимости; определением Военной коллегии Верховного суда СССР от 10 сентября 1955 года реабилитирован.

Могила Маркова на Новодевичьем кладбище в Москве

Занимался конструкторской деятельностью вплоть до своей смерти 4 января 1992 года в Москве. Похоронен на Новодевичьем кладбище (10-й участок, 6-й ряд).
Маркова любили и уважали коллеги и авиаторы. Он был чужд публичности и отличался скромностью и неприхотливостью в быту.

## Карьера

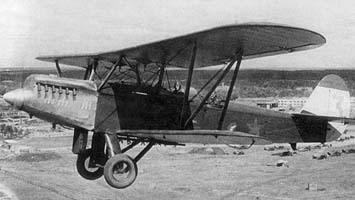
Самолёт Р-5, над которым работал Mарков совместно с Николаем Поликарповым.

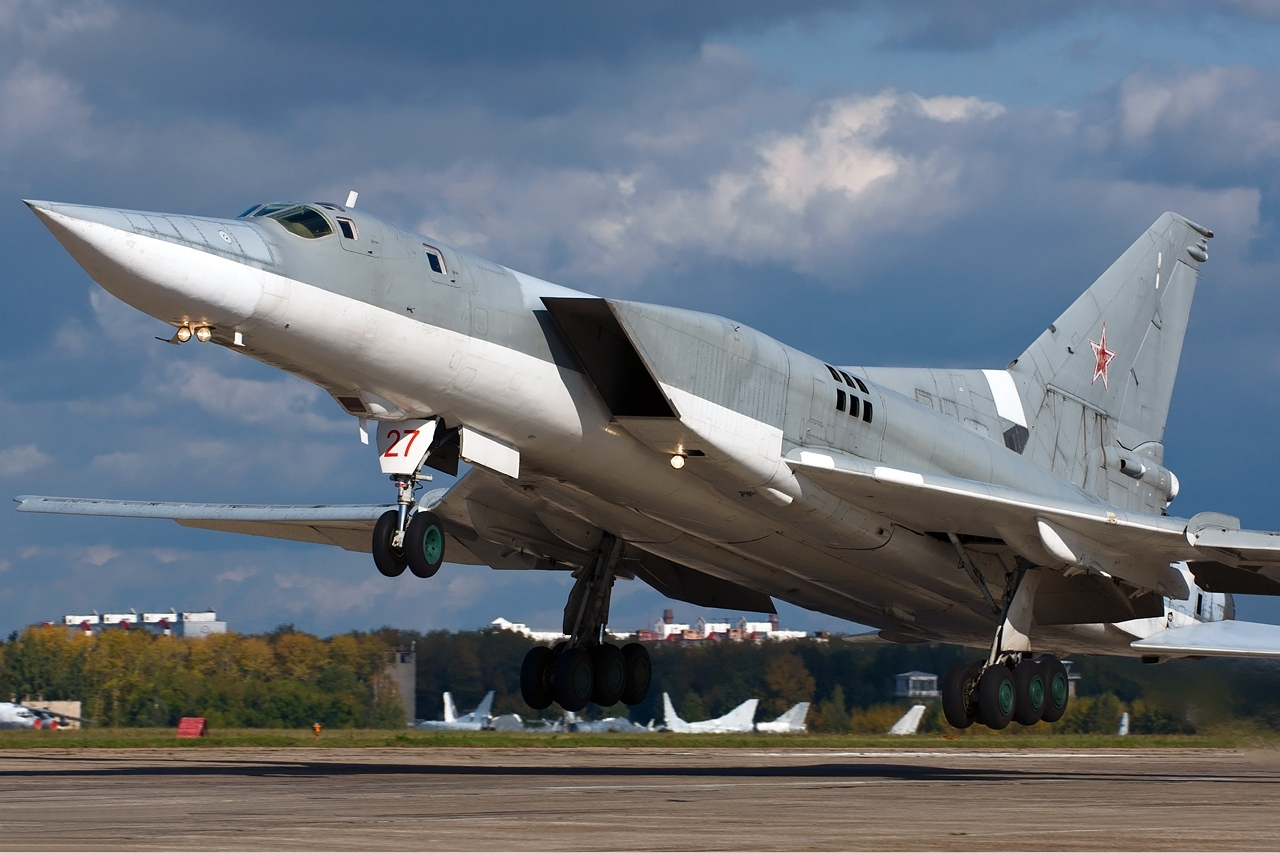
Самолёт Ту-22М, над которым работал Марков.

Свою конструкторскую карьеру Марков начал в 1928 году, ещё будучи студентом МВТУ имени Н. Э. Баумана, на заводе № 1 инженером-конструктором. Совместно с Николаем Николаевичем Поликарповым Марков доводил на заводе серийные самолёты И-7, Р-5 и их модификации, в том числе Р-5ССС. Инициативная группа под руководством Маркова и инженера Скарбова предложила улучшить тактико-технические данные самолёта Р-5 и получила согласие. Машина получилась более скоростная, и её запустили в серийное производство под маркой Р-Z. В 1935—1937 годах был выпущен 1031 такой самолёт, в том числе 100 в почтовом варианте (П-Z) для нужд ГВФ. Это был последний самолет-разведчик бипланной схемы, выпускавшийся серийно советской авиапромышленностью. Летчик В. В. Шевченко на специально доработанном, одноместном варианте самолёта Р-Z в 1937 году достиг рекордной высоты 11 100 метров.
Такой успех выдвинул Маркова в один ряд с ведущими авиаконструкторами. Он стал заместителем Николая Поликарпова и впоследствии шутил по этому поводу: «Когда один из нас сидел, другой — руководил». После ареста, работая в ОТБ НКВД, участвовал в проектировании самолётов «100», «102» и «103». После освобождения в 1941 году — помощник главного конструктора в ОКБ-156 А. Н. Туполева. Среди прочего Марков участвовал в создании и сдаче в эксплуатацию самолёта Ту-2.
В 1947 году Марков был назначен заместителем главного конструктора ОКБ-156 по внедрению в серию тяжёлых самолётов. Руководил работами по доводке, внедрению в серию и эксплуатацией бомбардировщика Ту-4. Марков предложил не просто скопировать американский В-29, но, тщательно взвесив каждую деталь самолёта, создать чертежи на каждый узел и каждую деталь в метрической системе мер. Копия самолёта за счёт перерасчётов получилась более тяжелой, однако промышленность научилась выпускать отечественные материалы, идентичные лучшим зарубежным, но по советским стандартам. Советские самолёты стали турбовинтовыми и реактивными, но фирменные особенности их: обводы, стреловидность крыльев под определённым углом — это воплощенные в металл идеи инженеров КБ Туполева, включая и Маркова, первого заместителя генерального конструктора, а с 1949 года — главного конструктора. Он возглавил создание самолёта Ту-16 и его модификаций, в том числе Ту-104, затем Ту-124, Ту-134, Ту-154, вплоть до Ту-96 и Ту-204, работу над которыми он прекратил за 3 месяца до своей смерти.
Этапной работой для Маркова стало создание многорежимного ракетоносца-бомбардировщика Ту-22М, одного из лучших боевых самолётов конца XX столетия. Этому самолёту, его развитию и доводке Марков посвятил последние 25 лет жизни. За более чем 65 лет конструкторской деятельности с его участием создано около 90 типов самолётов и их модификаций.

## Награды и премии
- Герой Социалистического Труда (27.09.1976)
- Ленинская премия
- Сталинская премия первой степени (1952) — за работу в области самолётостроения
- три ордена Ленина (06.12.1949; 12.07.1957; 27.09.1976)
- орден Отечественной войны I степени
- орден Отечественной войны II степени (16.09.1945)
- два ордена Трудового Красного Знамени (02.11.1944; 08.08.1947)
- медали